# Jaroslav Aniol
Jaroslav Aniol (12. února 1929 – 14. října 2024) byl český fotbalový brankář.

## Hráčská kariéra
V československé lize chytal za Ostravu a Vítkovice.

### Ligová bilance
| Ročník             | Zápasy | Góly | Vychytané nuly | Klub                    |
| ------------------ | ------ | ---- | -------------- | ----------------------- |
| I. liga 1948       | 5      | 0    | 0              | Sokol Slezská Ostrava   |
| I. liga 1949       | 6      | 0    | 1              | Trojice Slezská Ostrava |
| II. liga 1950      | –      | –    | –              | Trojice Slezská Ostrava |
| I. liga 1951       | 1      | 0    | 0              | OKD Ostrava             |
| CELKEM I. ČS. LIGA | 12     | 0    | 1              |                         |